# 龍的心
《龍的心》（英語：Heart of Dragon）是1985年上映的一部香港動作電影，由成龍、洪金寶、朱寶意、林正英、田俊、元華主演。故事主要圍繞兄弟親情的故事。

## 剧情
阿達（成龍 飾）的哥哥嘟嘟（洪金寶 飾）是一名智能障礙患者，自小兩人相依為命。阿達是一名警察，但憧憬自由的生活，一心嚮往有朝一日能夠出海做一名船員，也正是如此，他和上司（林正英 飾）鬧翻，挂印而去。嘟嘟想獨立自行照顧自己，於是出外找尋工作，在某次與朋友玩耍的時候，碰巧撞見搶珠寶的歹徒，也因此惹來危機，阿達心急如焚，不惜犯法也要救出嘟嘟。

## 演員

### 主要演員
| 演员   | 角色  | 介绍                                        |
| 成 龍  | 阿 達 | 嘟嘟弟弟 警察，夢想做海員 （配音：鄧榮銾）  |
| 洪金寶 | 嘟 嘟 | 暱稱大舊衰 阿達哥哥 智障者 （配音：林保全） |
| 朱寶意 | 珍 妮 | 阿達女友                                    |
| 孟 海  | 阿 仁 | 阿達好友                                    |
| 錢嘉樂 | 阿 樂 | 阿達好友                                    |
| 元 華  | 阿 華 | 阿達好友                                    |
| 陳 龍  | 阿 龍 | 阿達好友                                    |

### 其他演員
| 演员   | 角色         | 介绍               |
| 林正英 | 特警隊指揮官 |                    |
| 黃錦燊 | 黃卓南       | CID督察            |
| 鍾 發  | 金田俊手下   | 金田俊手下，後叛離 |
| 狄 威  | 金田俊手下   |                    |
| 高 飛  | 金田俊手下   |                    |
| 太 保  | 小彭         |                    |
| 田 俊  | 金田俊       |                    |
| 陳國新 | 西餐廳服務生 |                    |
| 泰 山  | 金田俊手下   |                    |
| 李海生 | 流氓         |                    |
| 趙志凌 | 流氓         |                    |
| 山 怪  | 流氓         |                    |
| 葉榮祖 | 西餐廳經理   |                    |
| 黃 蝦  | 流氓         |                    |
| 馮克安 | 流氓         |                    |
| 張國華 | 流氓         |                    |
| 蘇杏璇 | 老闆娘       | 茶餐廳老闆娘       |
| 鄭孟霞 |              |                    |
| 張景坡 |              |                    |
| 午 馬  | 老闆         | 茶餐廳老闆         |
| 陳 友  | 家教老師     |                    |
| 胡 楓  | 校長         |                    |
| 元 奎  | 特警隊隊員   |                    |
| 柯受良 | 金田俊手下   |                    |
| 陳 全  | 流氓         |                    |
| 馮敬文 | 黑貨中間人   |                    |
| 柯受良 | 持刀歹徒     |                    |

## 電影歌曲
| 曲別   | 歌曲         | 作曲   | 作詞   | 編曲   | 演唱 | 備註                                           |
| ------ | ------------ | ------ | ------ | ------ | ---- | ---------------------------------------------- |
| 主題曲 | 〈誰可相依〉 | 林敏怡 | 潘源良 | 林敏怡 | 蘇芮 | 創作時由林敏怡、潘源良自行討論，導演未有參與。 |

## 奖项
| 頒獎典禮            | 獎項           | 名單                                              | 結果 |
| ------------------- | -------------- | ------------------------------------------------- | ---- |
| 第5届香港电影金像奖 | 最佳导演       | 洪金宝                                            | 提名 |
| 第5届香港电影金像奖 | 最佳男主角     | 成龙                                              | 提名 |
| 第5届香港电影金像奖 | 最佳动作设计   | 洪家班                                            | 提名 |
| 第5届香港电影金像奖 | 最佳音乐       | 林敏怡                                            | 提名 |
| 第5届香港电影金像奖 | 最佳电影歌曲奖 | 《谁可相依》 作曲：林敏怡 填詞：潘源良 主唱：蘇芮 | 獲獎 |
| 第22届金馬獎        | 最佳電影插曲   | 林敏怡                                            | 提名 |

## 外部連結
- 香港影庫上《龍的心》的資料（繁體中文）
- 開眼電影網上《龍的心》的資料（繁體中文）
- 豆瓣电影上《龍的心》的資料 （简体中文）
- 时光网上《龍的心》的資料（简体中文）
- AllMovie上《龍的心》的资料（英文）
- 爛番茄上《龍的心》的資料（英文）
- 互联网电影数据库（IMDb）上《龍的心》的资料（英文）